# Douglas Dolphin
Die Douglas Dolphin war ein Amphibienflugzeug der frühen 1930er-Jahre. Es war das erste Flugzeug, das für einen US-Präsidenten eigens umgebaut wurde.
Obwohl nur 59 Stück gefertigt wurden, war es in vielen Bereichen im Einsatz. Die Verwendungen waren sowohl militärisch als auch privat. Beim Militär diente es als Transportflugzeug und Seenotrettungsflugzeug. In der Privatwirtschaft diente es in Luftfahrtgesellschaften und bei reichen Privatbesitzern.

## Entwicklung
Die Dolphin wurde von Douglas unter dem Namen Sinbad zuerst als reines Flugboot entwickelt und sollte als luxuriöse fliegende Yacht dienen. In der Großen Depression war diese Art der Extravaganz wenig gefragt und so wurde die Sinbad an die US Coast Guard verkauft.
Aus Mangel an Nachfrage entwickelte Douglas die Sinbad unter der Bezeichnung Dolphin als Amphibienflugzeug weiter. Die erste Maschine wurde an die Wilmington-Catalina Airline Ltd. verkauft für Flüge von Los Angeles nach Santa Catalina Island. Sie war das erste von Douglas gebaute Flugzeug für den kommerziellen Passagiertransport.

## Einsatz

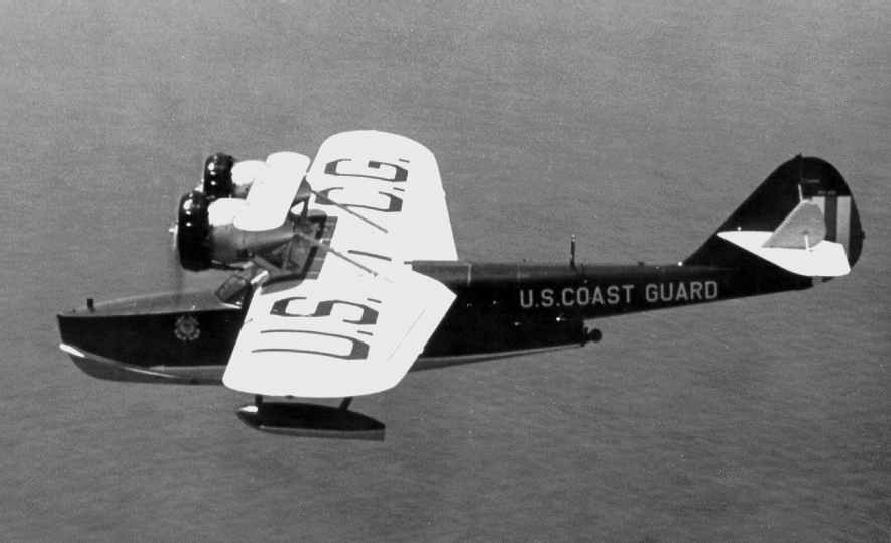
Eine RD-1 der U.S. Coast Guard in den 1930er-Jahren

Die US Navy und U.S. Coast Guard kauften 20 weitere Maschinen für den Transport und die Seenotrettung, die als Douglas RD (Bezeichnungssystem für Luftfahrzeuge der US Navy von 1922 bis 1962) bezeichnet wurden. Sie wurden bis 1942 eingesetzt. Die 16 vom United States Army Air Corps (USAAC) gekauften Dolphins erhielten verschiedene Typennummern (C-21, ab 1933 in OA-3 umbenannt, C-26, ab 1933 in OA-4 umbenannt und C-29).
Eine Luxusversion erhielten der Gründer von Boeing William Boeing und der Sohn des Gründers der Wm. Wrigley Jr. Company Phillip K. Wrigley.
Ein Exemplar wurde eigens für den US-Präsidenten Franklin D. Roosevelt von der US Navy gebaut. Es war die erste Maschine für diesen Transportzweck. Allerdings wurde sie nie von Roosevelt verwendet.
Heute ist noch eine Douglas Dolphin im National Museum of Naval Aviation in Pensacola, Florida (USA) erhalten. Obwohl sie den Anstrich einer RD-4 der Coast Guard trägt, ist es die Maschine, die ursprünglich William Boeing erworben hatte.

## Versionen

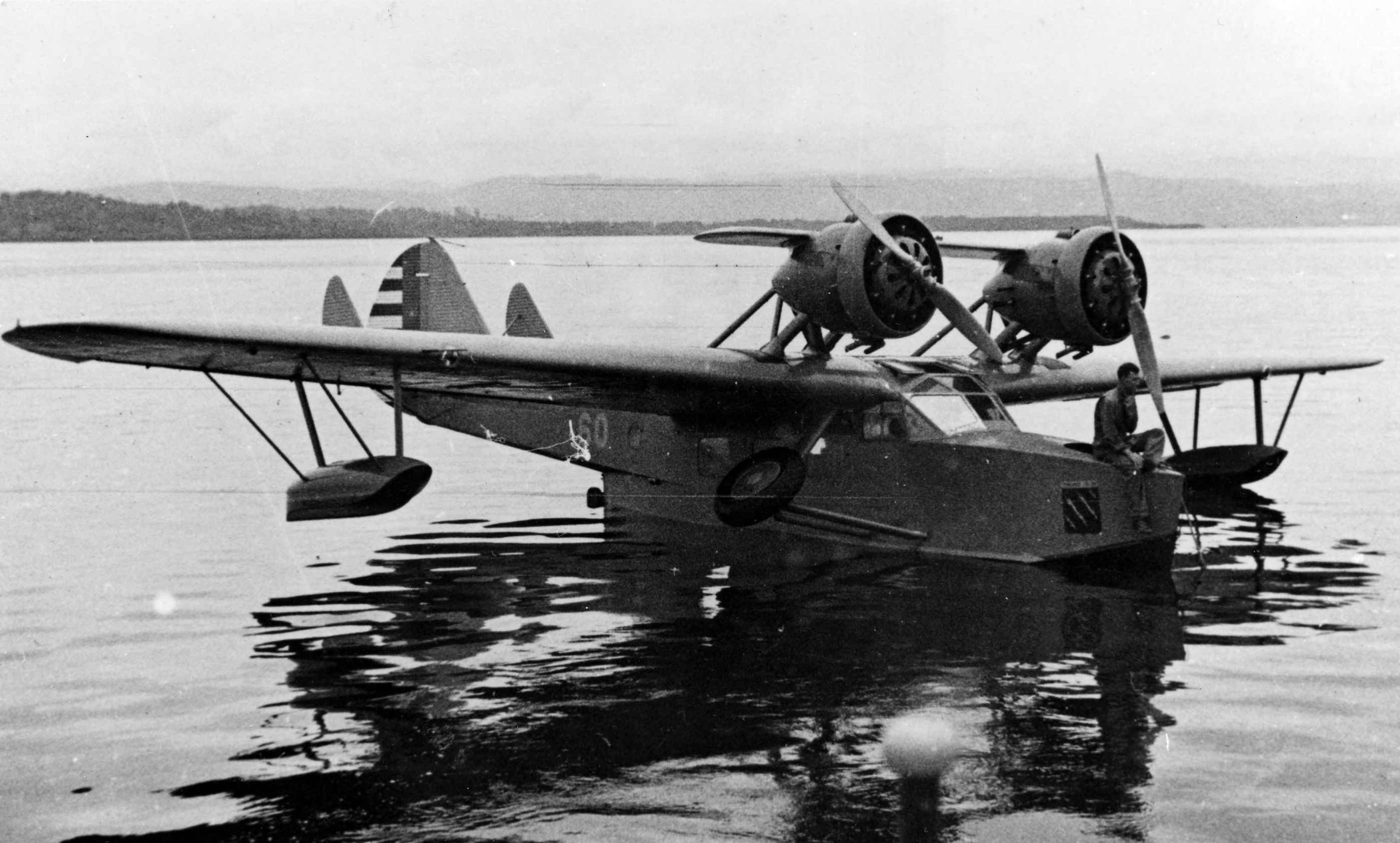
Eine OA-3 des U.S. Army Air Corps

Douglas Dolphinzivile Ausführung (12 gebaut + eine Sinbad).
C-21Version des USAAC mit 350 PS leistenden Sternmotoren Wright R-975-3, 8 wurden gebaut (ursprünglich Y1C-21, ab 1933 OA-3, s/n 32-279 bis 32-286).
C-26Version des USAAC mit 300-PS-Sternmotoren Pratt & Whitney R-985-1 Wasp Junior, 2 wurden gebaut (ursprünglich Y1C-26, ab 1933 OA-4, s/n 32-396 und 32-397).
C-26AVersion des USAAC mit 350-PS-Sternmotoren Pratt & Whitney R-985-5 Wasp Junior, 8 wurden gebaut (ursprünglich Y1C-26A, ab 1933 OA-4A, s/n 32-403 bis 32-410).
C-26BVersion des USAAC mit 400-PS-Sternmotoren Pratt & Whitney R-985-9 Wasp Junior, 4 wurden gebaut (ab 1933 OA-4B, s/n 33-294 bis 33-297).
RDVersion der U.S. Coast Guard mit 400-PS-Sternmotoren Wright R-975E, 3 wurden gebaut (s/n V106, V109, V111).
XRD-1Version der U.S. Navy mit 400-PS-Sternmotoren Wright R-975E, eine wurde gebaut (BuNo A8876).
RD-2Version der U.S. Navy mit 450-PS-Sternmotoren Pratt & Whitney R-985-96 Wasp Junior, 3 wurden gebaut (BuNo 9347-9349), 9347 wurde zum VIP-Transporter für den US-Präsidenten umgebaut. 9348 und 9349 erhielten eine etwas weniger luxuriöse Ausstattung für den Transport von Stabsoffizieren der US Navy und des US Marine Corps.
RD-3ähnlich RD-2, 6 wurden gebaut (BuNo 9528-9533).
RD-4Version der U.S. Coast Guard mit 450-PS-Sternmotoren Pratt & Whitney R-985-96 Wasp Junior, 10 wurden gebaut (s/n V125-V134).

## Militärische Verwendung
- Argentinien
- Australien
- USA
  - United States Army Air Corps
  - United States Coast Guard
  - United States Navy

## Technische Daten

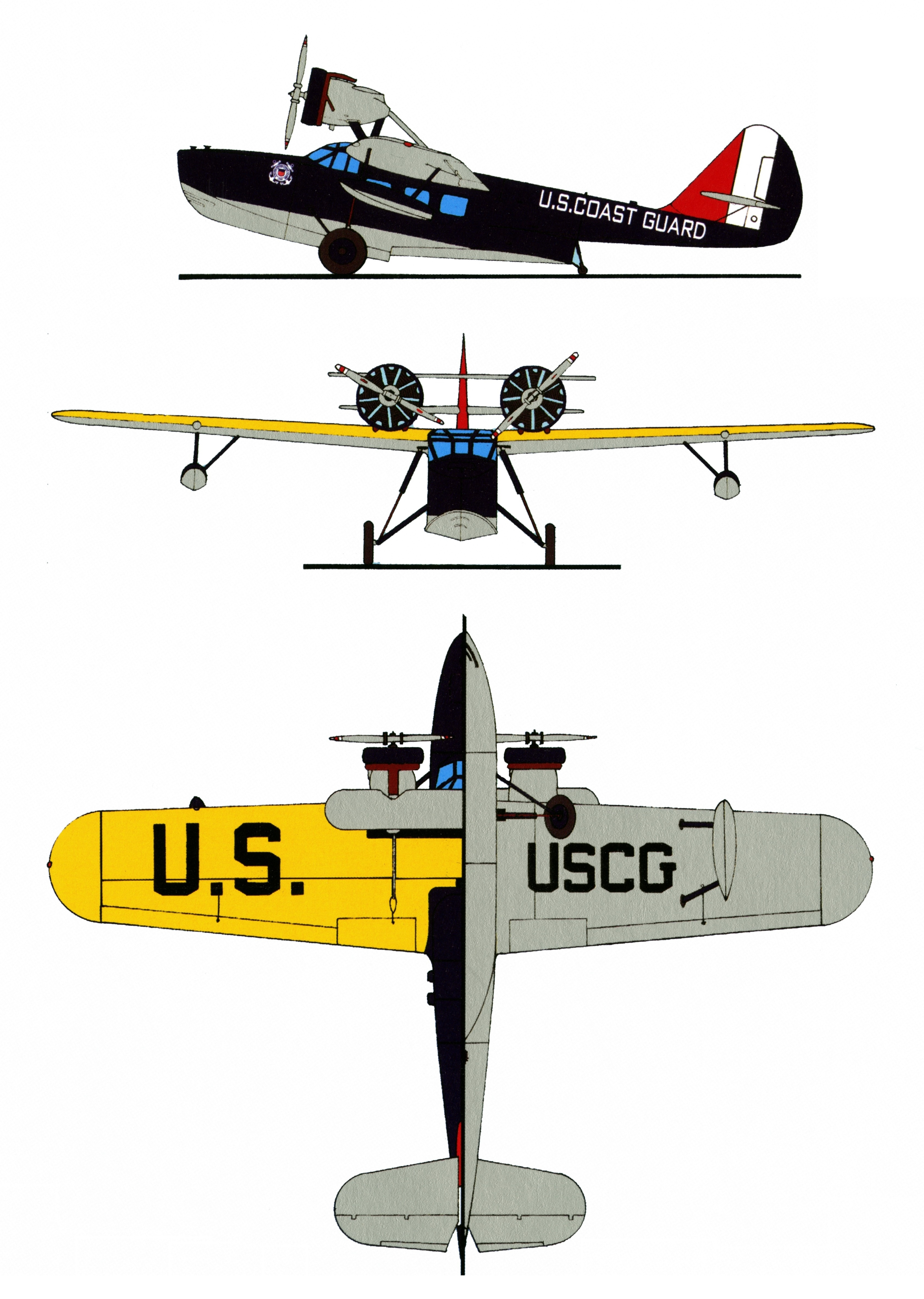
Dreiseitenansicht

| Kenngröße             | Daten                                                                   |
| --------------------- | ----------------------------------------------------------------------- |
| Besatzung             | 2 Piloten                                                               |
| Passagiere            | 6                                                                       |
| Länge                 | 13,74 m                                                                 |
| Spannweite            | 18,29 m                                                                 |
| Höhe                  | 4,27 m                                                                  |
| Flügelfläche          | 55,0 m²                                                                 |
| Leermasse             | 3175 kg                                                                 |
| Startmasse            | k. A.                                                                   |
| Antrieb               | 2 × 9-Zylinder-Sternmotor Pratt & Whitney R-1340-96, je 450 PS (336 kW) |
| Höchstgeschwindigkeit | 217 km/h                                                                |
| Dienstgipfelhöhe      | 5180 m                                                                  |
| Reichweite            | 1159 km                                                                 |